# Филетареј
Филетареј (грчки: Φιλέταιρος, Philétairos, око 343. п. н. е. – 263. п. н. е.) је био хеленистички малоазијски владар, оснивач династије Аталида у Пергаму.

## Биографија
Рођен је у Тиеију на црноморској обали Мале Азије, између Битиније на западу и Пафлагоније на истоку. Отац му се звао Атал (грч. Attalos), а мајка Боа, родом из Пафлагоније. На власт је дошао као један од учесника Ратова дијадоха, наследника Александра Великог. Служио је најпре Антигона I Једнооког, а након битке код Ипса и Антигонове погибије, служио је Лизимаха. Лизимах га је именовао надзорником пергамске ризнице. Служио је Лизимаха све до 282. године п. н. е. када је пао у немилост због интрига краљице Арсиноје. Ставио се на располагање Селеуку I Никатору. Био је евнух и као такав није могао имати деце. Због тога је на власт поставио свог нећака Еумена, који га је и наследио.